# Стево Дошен
Стево Дошен (Додоши, код Петриње, 13. март 1919 — Клоштар Подравски, код Вировитице, 21. децембар 1944), учесник Народноослободилачке борбе и народни херој Југославије.

## Биографија
Рођен је 13. марта 1919. године у селу Додоши код Петриње, у средње имућној земљорадничкој породици. Није се бавио политиком све до окупације Југославије и почетка оружаног устанка. Живио је и радио као земљорадник у родном селу.
Кад је почео народни устанак и усташки терор у селима Баније, међу првима је ступио у Народноослободилачку војску. Постао је водник, а убрзо и члан Комунистичке партије Југославије, 1941. године.
С подручја Баније пребацио се ускоро у Славонију и тамо постао командир чете Калничког партизанског одреда, а затим командант Првог батаљона 21. славонске бригаде. Када је, септембра 1943. године, по наређењу Штаба Друге оперативне зоне, формиран Загребачки партизански одред, који је имао 190 људи, Стево Дошен постао је његов први командант. Захваљујући Дошену и његовим саборцима, у околици Загреба су створена јака партизанска упоришта. Био је именован за оперативног официра Штаба новостворене 32. дивизије НОВЈ, а затим и за команданта њезине бригаде „Матија Губец“.
Међу осталим борбама, истакао се и у борби са злогласном Бобановом „Црном Легијом“, у лето 1944. године. Тада је, на челу своје бригаде, гонио непријатеља до Копривнице и бригада је тој легији нанела тешке ударце.
Последња битка бригаде „Матија Губец“ коју је предводио Стево Дошен била је код Клоштра Подравског, у близини Вировитице, 20. децембра 1944. године. Борба с Првом козачком коњичком дивизијом код тог места била је жестока. Стево Дошен био је тешко рањен у борби и сутрадан је подлегао ранама.
Указом Президијума Народне скупштине ФНР Југославије 20. децембра 1951. проглашен је за народног хероја.